# Войны Эумерелла
Войны Эумерелла — ожесточённые столкновения между европейскими поселенцами и австралийскими аборигенами на юго-западе штата Виктория. Rolf Boldrewood посвятил главу этим войнам в своей книге Old Melbourne Memories (1896). Потомки людей, вовлечённых в конфликт, в наши дни проживают в Deen Maar Indigenous Protected Area.